# 铁坚油杉
鐵堅油杉（學名：Keteleeria davidiana）又名罗松，是中国特有的松科油杉属植物。分布于中国大陆的甘肃、湖南、四川：平武、贵州、陕西、湖北等地，生长于海拔600米至1,500米的地区，一般生长在石灰岩山坡、山坡马尾松林中、沙岩山坡、山坡或针阔混交林中，目前尚未由人工引种栽培。

## 别名
铁坚杉（湖北）

## 變種
- 鐵堅油杉原變種，別名青岩油杉（學名：Keteleeria davidiana var. davidiana）[3]
- 臺灣油杉（學名：Keteleeria davidiana  (Bertr.) Beissn. var. formosana Hayata）